# مارين (بيمنتة)
مارين هي بلدية في مقاطعة كونية في إقليم بيمنتة، إيطاليا تقع على بعد نحو 50 كيلومتر جنوب تورينو ونحو 35 كيلومتر شمال شرق كونية. يبلغ عدد سكانها 3248 نسمة حسب تعداد عام 2017، وتبلغ مساحتها 29.0 كيلومتر مربع (11.2 ميل2). تقع مارين على حدود البلديات التالية: كافاليرماجوري وسيرفير وشيراسكو وسافيليانو.